# 빙 휴먼 (2011년 드라마)

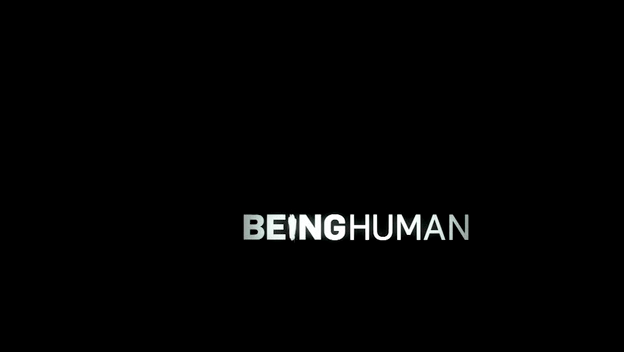

빙 휴먼(Being Human)은 2011년 11월 17일부터 2014년 4월 7일까지 Syfy에서 방영된 드라마이다.